# اورانوس‌ماهی

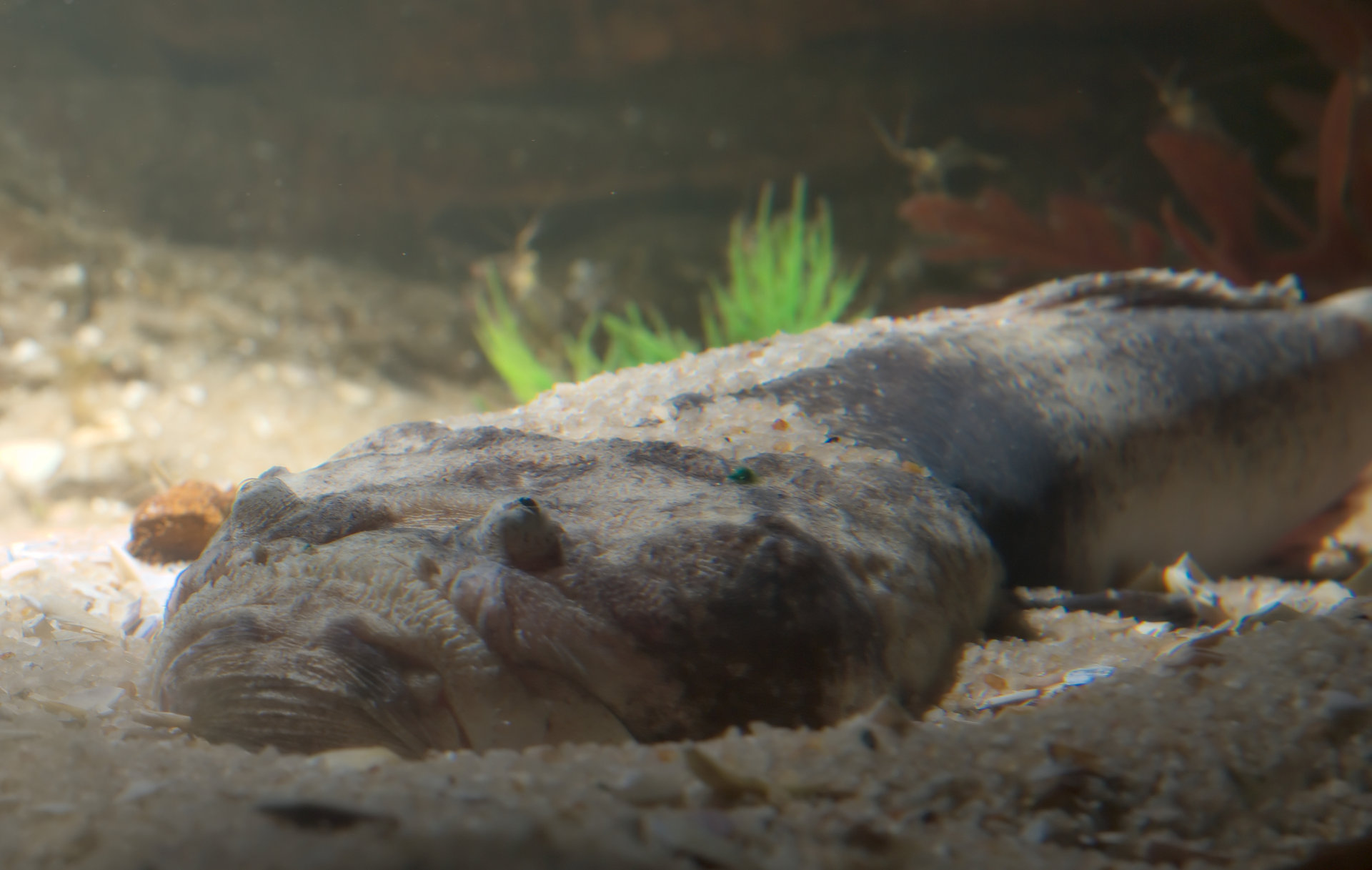
اورانوس‌ماهی خاوری.

اورانوس‌ماهی‌ها ماهیانی از خانوادهٔ اورانوس‌ماهیان (Uranoscopidae) هستند که چشمانشان بر روی سرشان قرار گرفته‌است.
خانوادهٔ اورانوس‌ماهیان در حدود ۵۰ گونه در ۸ سرده دارد که همهٔ آن‌ها دریازی هستند و در آب‌های کم ژرفای همهٔ جهان از جمله در آب‌های خلیج فارس یافت می‌شوند.
اورانوس‌ماهی‌های سردهٔ ستاره‌نگر (Astroscopus) با اندام الکتریکی خود که حاصل دگرگونی ماهیچه‌های چشم است، شکارچی کمینی هستند که در انتظار شکار کوچک در بستر دریا می‌مانند. تخلیه‌های الکتریکی آن‌ها برای بی‌حس کردن شکار کافی نیست و برای جایابی الکتریکی نیز به کار نمی‌روند. در طی تغذیه اندام‌های الکتریکی پالس‌های انفجاری با بسامد بالا به مدت ۱۵۰ تا ۳۰۰ میلی‌ثانیه و به دنبال آن یک رشته پالس‌های ناپیوسته که حدود ۱ ثانیه طول می‌کشد، منتشر می‌کنند.